# Кубок Польщі з футболу 2008—2009
Кубок Польщі з футболу 2008—2009 — 55-й розіграш кубкового футбольного турніру в Польщі. Титул вп'яте здобув Лех (Познань).

## Календар
| Раунд                   | Дата                         | Матчі | Клуби   |
| ----------------------- | ---------------------------- | ----- | ------- |
| Перший попередній раунд | 30 липня 2008                | 4     | 65 → 61 |
| Другий попередній раунд | 13 серпня 2008               | 14    | 61 → 47 |
| Перший раунд            | 26-27 серпня 2008            | 15    | 47 → 32 |
| 1/16 фіналу             | 23 вересня — 7 жовтня 2008   | 16    | 32 → 16 |
| 1/8 фіналу              | 28-29 жовтня 2008            | 8     | 16 → 8  |
| 1/4 фіналу              | 4-18 березня/7-8 квітня 2009 | 8     | 8 → 4   |
| 1/2 фіналу              | 29-30 квітня/6-7 травня 2009 | 4     | 4 → 2   |
| Фінал                   | 19 травня 2009               | 1     | 2 → 1   |

## Перший попередній раунд
| Команда 1         | Рахунок         | Команда 2                       |
| ----------------- | --------------- | ------------------------------- |
| 30 липня 2008     |                 |                                 |
| Погонь (Олесниця) | 1:0 дч          | Арка (Нова Суль)                |
| Холм'янка (Холм)  | 2:3             | КСЗО (Островець-Свентокшиський) |
| Коцарава (Живець) | 0:1             | Унія (Тарнув)                   |
| ГКС (Староцин)    | 1:1 дч пен. 6:7 | Сокул (Александрув-Лодзький)    |

## Другий попередній раунд
| Команда 1                   | Рахунок         | Команда 2                       |
| --------------------------- | --------------- | ------------------------------- |
| 13 серпня 2008              |                 |                                 |
| ОКС 1945 (Ольштин)          | 0:3             | Котвиця (Колобжег)              |
| Вікторія (Короново)         | 0:1             | Хураган (Моронг)                |
| Омега-2 (Клещов)            | 2:2 дч пен. 4:5 | Промєн (Опалениця)              |
| Гурник (Ленчна)             | 2:0             | Вармія (Граєво)                 |
| Пнювек (Павловіце)          | 2:1             | Ресовія (Ряшів)                 |
| Пжебой-2 (Вольбром)         | 0:2             | Сокул (Александрув-Лодзький)    |
| Битовія                     | 2:3 дч          | Дамб (Дембно)                   |
| ЛКС (Лесниця)               | 2:1             | КСЗО (Островець-Свентокшиський) |
| Ошел (Зомбковіце-Шльонське) | 0:2             | Погонь (Олесниця)               |
| Сталь (Сянік)               | 3:1             | Унія (Тарнув)                   |
| Лехія-2 (Зелена Гура)       | 0:2             | Нєльба (Вонгровець)             |
| Напшуд (Єнджеюв)            | 1:1 дч пен. 4:5 | Легія-2 (Варшава)               |
| Гутник (Варшава)            | 1:4             | Завіша (Бидгощ)                 |
| Супрасланка                 | 1:2             | Лехія-2 (Гданськ)               |

## Перший раунд
Команда Сталь (Стальова Воля) пройшла до наступного раунду після жеребкування.
| Команда 1                    | Рахунок         | Команда 2          |
| ---------------------------- | --------------- | ------------------ |
| 26 серпня 2008               |                 |                    |
| Завіша (Бидгощ)              | 0:1             | Кміта (Забежув)    |
| 27 серпня 2008               |                 |                    |
| Котвиця (Колобжег)           | 0:2             | Арка (Гдиня)       |
| Ураган (Моронг)              | 1:2 дч          | Варта (Познань)    |
| Промєн (Опалениця)           | 2:1             | Пелікан (Лович)    |
| Гурник (Ленчна)              | 5:1             | Тур (Турек)        |
| Пнювек (Павловіце)           | 1:3             | Одра (Ополе)       |
| Сокул (Александрув-Лодзький) | 1:1 дч пен. 1:4 | П'яст (Глівіце)    |
| Сталь (Сянік)                | 2:2 дч пен. 5:4 | Подбескідзе        |
| Дамб (Дембно)                | 0:3             | Лехія (Гданськ)    |
| ЛКС (Лесниця)                | 1:2             | ГКС (Ястшембе)     |
| Погонь (Олесниця)            | 1:3             | ГКС (Катовіце)     |
| Нєльба (Вонгровець)          | 1:0             | Шльонськ (Вроцлав) |
| Легія-2 (Варшава)            | 0:3             | Мотор (Люблін)     |
| Лехія-2 (Гданськ)            | 3:1             | Зніч (Прушкув)     |
| Вісла (Плоцьк)               | 8:0             | ЛКС (Ломжа)        |

## 1/16 фіналу
| Команда 1             | Рахунок | Команда 2                   |
| --------------------- | ------- | --------------------------- |
| 23 вересня 2008       |         |                             |
| Сталь (Стальова Воля) | 1:0     | ГКС (Белхатув)              |
| ГКС (Катовіце)        | 3:4 дч  | Гурник (Забже)              |
| Нєльба (Вонгровець)   | 0:3     | Полонія (Варшава)           |
| Гурник (Ленчна)       | 2:3 дч  | Краковія                    |
| Одра (Ополе)          | 2:0     | Полонія (Битом)             |
| Вісла (Плоцьк)        | 1:2 дч  | Легія (Варшава)             |
| 24 вересня 2008       |         |                             |
| Сталь (Сянік)         | 1:0     | Відзев (Лодзь)              |
| Мотор (Люблін)        | 0:2     | ЛКС (Лодзь)                 |
| Кміта (Забежув)       | 3:0     | Корона (Кельце)             |
| Промєн (Опалениця)    | 1:0     | Заглембє (Сосновець)        |
| Варта (Познань)       | 0:2     | Рух (Хожув)                 |
| ГКС (Ястшембе)        | 3:4 дч  | Заглембє (Любін)            |
| П'яст (Глівіце)       | 0:4     | Лех (Познань)               |
| Лехія-2 (Гданськ)     | 0:3     | Вісла (Краків)              |
| Арка (Гдиня)          | 1:2     | Одра (Водзіслав-Шльонський) |
| 7 жовтня 2008         |         |                             |
| Лехія (Гданськ)       | 0:1     | Ягеллонія                   |

## 1/8 фіналу
| Команда 1          | Рахунок         | Команда 2                   |
| ------------------ | --------------- | --------------------------- |
| 28 жовтня 2008     |                 |                             |
| Кміта (Забежув)    | 0:2             | Полонія (Варшава)           |
| Краковія           | 3:0             | ЛКС (Лодзь)                 |
| Одра (Ополе)       | 0:2             | Рух (Хожув)                 |
| Лех (Познань)      | 1:0             | Одра (Водзіслав-Шльонський) |
| 29 жовтня 2008     |                 |                             |
| Промєн (Опалениця) | 1:4             | Заглембє (Любін)            |
| Сталь (Сянік)      | 2:0             | Сталь (Стальова Воля)       |
| Легія (Варшава)    | 0:0 дч пен. 8:7 | Ягеллонія                   |
| Вісла (Краків)     | 2:1             | Гурник (Забже)              |

## 1/4 фіналу
| Команда 1                | Заг. | Команда 2        | 1-й матч | 2-й матч |
| ------------------------ | ---- | ---------------- | -------- | -------- |
| 4 березня/8 квітня 2009  |      |                  |          |          |
| Вісла (Краків)           | 1:3  | Лех (Познань)    | 0:1      | 1:2      |
| 17 березня/7 квітня 2009 |      |                  |          |          |
| Рух (Хожув)              | 5:1  | Заглембє (Любін) | 3:0      | 2:1      |
| 17 березня/8 квітня 2009 |      |                  |          |          |
| Легія (Варшава)          | 4:2  | Сталь (Сянік)    | 3:1      | 1:1      |
| 18 березня/7 квітня 2009 |      |                  |          |          |
| Полонія (Варшава)        | 3:2  | Краковія         | 1:0      | 2:2      |

## 1/2 фіналу
| Команда 1               | Заг.         | Команда 2         | 1-й матч | 2-й матч |
| ----------------------- | ------------ | ----------------- | -------- | -------- |
| 29 квітня/7 травня 2009 |              |                   |          |          |
| Легія (Варшава)         | 0:2          | Рух (Хожув)       | 0:1      | 0:1      |
| 30 квітня/6 травня 2009 |              |                   |          |          |
| Лех (Познань)           | 2:2 пен. 3:0 | Полонія (Варшава) | 1:1      | 1:1 дч   |

## Фінал
| 19 травня 2009 21:00 (EEST) |

| Рух (Хожув) | 0:1      | Лех (Познань) |
| ----------- | -------- | ------------- |
|             | Протокол | Пешко 51'     |

| Сілезький стадіон, Хожув Глядачів: 25 000 Арбітр: Томаш Мікульський |